# Kajakent
Kajakent (russisch Каякент; kumykisch Къаягент) ist ein Dorf (selo) in der Republik Dagestan in Russland mit 11.144 Einwohnern (Stand 14. Oktober 2010).

## Geographie
Der Ort liegt im östlichen Randgebiet des Großen Kaukasus etwa 70 km Luftlinie südsüdöstlich der Republikhauptstadt Machatschkala, am linken Ufer des Flusses Gamriosen gut 10 km von dessen Mündung in das Kaspische Meer.
Kajakent gehört als dessen größter Ort zum Rajon Kajakentski und befindet sich etwa 7 km westlich des Rajonverwaltungszentrums Nowokajakent. Das Dorf ist Sitz der Landgemeinde (selskoje posselenije) Kajakentski selsowet, zu der außerdem das Dorf Kulkam (5 km nordöstlich) gehört.

## Geschichte
Das Gründungsjahr des kumykischen Dorfes ist unbekannt. Nach dem Anschluss des Gebietes an das Russische Reich und der Gründung der Oblast Dagestan 1860 gehörte es zu dessen Kaitago-Tabassaranski okrug („Kaitagisch-Tabassaranischer Bezirk“) und war innerhalb des Okrugs Verwaltungssitz der Nischne-Kaitagskoje naibstwo (ab 1897 utschastok, „Nieder-Kaitagischer Abschnitt“).
Am 23. Januar 1935 wurde Kajakent Verwaltungssitz eines neu gegründeten, nach ihm benannten Rajons. 1957 wurde der Verwaltungssitz in die 20 km nördlich gelegene Stadt Isberbasch verlegt. Nach der zwischenzeitlichen Auflösung des Rajons am 1. Februar 1963 und seiner Wiederherstellung am 12. Januar 1965 wurde das 7 km östlich von Kajakent gelegene Dorf Nowokajakent („Neu-Kajakent“) Zentrum des Rajons.

### Bevölkerungsentwicklung
| Jahr | Einwohner |
| ---- | --------- |
| 1886 | 2.186     |
| 1939 | 3.003     |
| 1970 | 4.291     |
| 1979 | 4.857     |
| 2002 | 11.027    |
| 2010 | 11.144    |

Anmerkung: ab 1939 Volkszählungsdaten

## Verkehr
Beim Dorf Nowokajakent befindet sich die nächstgelegene Bahnstation Kajagent (entsprechend der kumykischen Schreibweise des Ortsnamens) bei Kilometer 2366 der auf diesem Abschnitt 1900 eröffneten und seit 1978 elektrifizierten Strecke Rostow am Don – Machatschkala – Baku. Etwa auf halbem Weg nach Nowokajakent verläuft gut 3 km östlich von Kajakent die föderale Fernstraße R217 Kawkas (ehemals M29), die dem Nordostrand des Kaukasus von Pawlowskaja in der Region Krasnodar zur aserbaidschanischen Grenze folgt.

## Persönlichkeiten
- Iljas Bekbulatow (* 1990), Ringer
- Samuel Gottlieb Gmelin (1744–1774), deutscher Arzt, Botaniker und Naturforscher, begraben in Kajakent